# Palenica Kościeliska
Der Palenica Kościeliska ist ein Berg in den polnischen Pogórze Gubałowskie, einem Gebirgszug der Pogórze Spisko-Gubałowskie. Mit 1183  Metern Höhe über Normalnull ist er der höchste Gipfel des Pogórze Gubałowskie.

## Lage und Umgebung
Der Palenica Kościeliska liegt im Hauptkamm der Gubałówka.

## Tourismus
Der Gipfel ist von allen umliegenden Ortschaften leicht erreichbar. Er liegt auf dem Gebiet des Ortes Kościelisko. Er liegt außerhalb des Tatra-Nationalparks.